# Кэмп-Фанстон
Кэмп-Фа́нстон (англ. Camp Funston, дословно — «лагерь Фанстона») — существовавший с 1917 до 1924 года американский тренировочный лагерь, созданный на военной базе Форт-Райли в штате Канзас для подготовки военнослужащих американского экспедиционного корпуса, предназначенных для отправки на европейский фронт Первой мировой войны. В начале 1917 года в лагере произошла одна из первых в Северной Америке вспышек испанского гриппа.

## История

### Создание лагеря
После решения правительства США о вступлении в Первую мировую войну на стороне стран Антанты, на территории страны были созданы 16 учебных центров для подготовки военнослужащих. Крупнейший из них был расположен в штате Канзас на территории военной базы Форт-Райли. Он получил название в честь скоропостижно скончавшегося 19 февраля 1917 года бригадного генерала Фредерика Фанстона — американского военачальника, принимавшего до этого участие в Испано-американской войне на Кубе и в Филиппино-американской войне.
Строительство учебного центра началось в июле 1917 года и обошлось примерно в 10 миллионов долларов (более 250 миллионов долларов в ценах 2023 года). Лагерь занимал площадь в 2000 акров (8 км2) и мог вместить в себя до 40 000 солдат, в нём было сооружено по разным оценкам от 2800 до 4000 различных строений. Для проживания новобранцев были построены бараки размером примерно 13×43 метра, рассчитанные на проживание 150 человек — такова была в 1917 году численность американской пехотной роты. Каждому военнослужащему предоставлялась отдельная койка. Кроме того, в каждом бараке были кухня, столовая, бытовые помещения и офис командира роты. Здания лагеря были построены по регулярному плану: бараки стояли вдоль больших улиц, между которыми шли переулки. В Кэмп-Фанстоне были свои магазины, театры, социальные учреждения, лазареты, библиотеки, школы, мастерские, почтовые и телефонное отделения и даже кофейня. Проходивший в 1917 году службу в Кэмп-Фанстоне сержант Уильям Триплет писал через много лет в своих мемуарах, что его особо поразило наличие в каждом бараке электричества, водопровода и туалета с канализацией, что сильно отличало лагерь от других американских военных баз, где он проходил службу до этого. Вместе с тем, часть солдат, к которым относился и Триплет, обитала в холщёвых палатках и спала на набитых соломой тюфяках.
Солдаты прибывали в Кэмп-Фанстон преимущественно из штатов Среднего Запада США. Задачей пребывания в лагере была подготовка к фронтовым операциям новобранцев, бо́льшая часть которых вообще не имела опыта участия в боевых действиях. Обучение проводилось не только американскими офицерами, но и иностранцами, уже успевшими принять участие в Первой мировой войне — прежде всего, военнослужащими из Франции и Великобритании.

### Вспышка испанского гриппа
Место, где располагался Кэмп-Фанстон, характеризовалось суровым климатом — очень жарким летом и холодной зимой, которые дополнялись пронизывающим ветром. По воспоминаниям медицинской сестры Элизабет Хардинг, проходившей службу в 1917 и 1918 годах в лагере, там она пережила самую холодную зиму и самое жаркое лето в своей жизни. Неприятную погоду довершали пыльные бури, к которым примешивалась сажа из «навозных костров» — в Кэмп-Фанстоне находились несколько тысяч лошадей и мулов, производивших около девяти тонн навоза в месяц, методом утилизации которого было сжигание. В таких условиях многие военнослужащие страдали от бронхиальной астмы, бронхитов и пневмонии.
Утром 11 марта 1918 года рядовой Альберт Гитчелл обратился в медицинский пункт лагеря с жалобой на боль в горле и мигрень. Также у рядового была температура около 40 ºC, поэтому он был помещён в лазарет. К полудню того же дня количество госпитализированных достигло 107 человек, большинство страдали воспалением горла, носовых ходов и бронхов. Сперва медицинский персонал не обратил особого внимания на эту эпидемию, списав всё на состоявшуюся 9 марта пыльную бурю и последствия «навозных костров». Однако, к концу недели было зарегистрировано 522 заболевших, а к концу марта их было более 1100. Под лазарет пришлось выделить один из больших ангаров, располагавшихся в лагере. Как оказалось позднее, это был один из первых в Северной Америке случаев испанского гриппа, который в последующие годы поразил весь земной шар и от которого по некоторым оценкам умерли до ста миллионов человек. Так и не было выяснено, каким образом возбудитель гриппа проник в лагерь. Вину за смерти[уточнить] новобранцев возложили на офицера Джона Дуайера, который был обвинён в халатности и уволен из армии.

### Ликвидация лагеря
Учебный лагерь просуществовал до конца 1918 года, после чего надобность в нём отпала в связи с завершением Первой мировой войны. В последующие несколько лет лагерь использовался как место  социализации возвращавшихся с фронта демобилизованных солдат. В 1924 году лагерь был ликвидирован и все его строения были снесены.